# جون كريستيان سيفيرين كابيلين
جون كريستيان سيفيرين كابيلين هو طبيب نرويجي، ولد في 25 يناير 1855، وتوفي في 1936.